# Winterbach (Baviera)
Winterbach è un comune tedesco di 814 abitanti, situato nel land della Baviera.